# Chinese Volleyball League 1997-1998 (femminile)
La Chinese Volleyball League 1997-1998 si è svolta dal 1997 al 1998: al torneo hanno partecipato 8 squadre di club cinesi e la vittoria finale è andata per la seconda volta consecutiva allo Shanghai.

## Squadre partecipanti
- Bayi
- Fujian
- Jiangsu
- Liaoning
- Shanghai
- Sichuan
- Tianjin
- Zhejiang

## Premi individuali[1]
| Premio                 | Giocatrice    | Squadra  |
| ---------------------- | ------------- | -------- |
| MVP                    | Zhu Yunying   | Shanghai |
| Miglior attaccante     | Yin Yin       | Zhejiang |
| Miglior muro           | Yang Jie      | Tianjin  |
| Miglior servizio       | Qiu Anhua     | Jiangsu  |
| Miglior ricevitrice    | Chi Rong      | Sichuan  |
| Miglior difesa         | Zhang Jingkun | Tianjin  |
| Miglior palleggiatrice | Zhu Yunying   | Shanghai |
| Miglior allenatore     | Cai Bin       | Shanghai |

## Classifica finale[1]
| Pos | Squadra  | Verdetto                    |
| --- | -------- | --------------------------- |
| 1   | Shanghai | Alla Coppa AVC per club     |
| 2   | Jiangsu  |                             |
| 3   | Zhejiang |                             |
| 4   | Sichuan  |                             |
| 5   | Tianjin  |                             |
| 6   | Bayi     |                             |
| 7   | Liaoning | Chinese Volleyball League B |
| 8   | Fujian   | Chinese Volleyball League B |